# リュウグウノツカイ
リュウグウノツカイ（竜宮の使い、学名：Regalecus russellii）は、アカマンボウ目リュウグウノツカイ科に属する魚類の一種。リュウグウノツカイ属における唯一の種とされていたが、現在では2種が有効とされる。特徴的な外見の大型深海魚。発見されることがほとんどなく、目撃されるだけで話題になる場合が多い。

## 形態

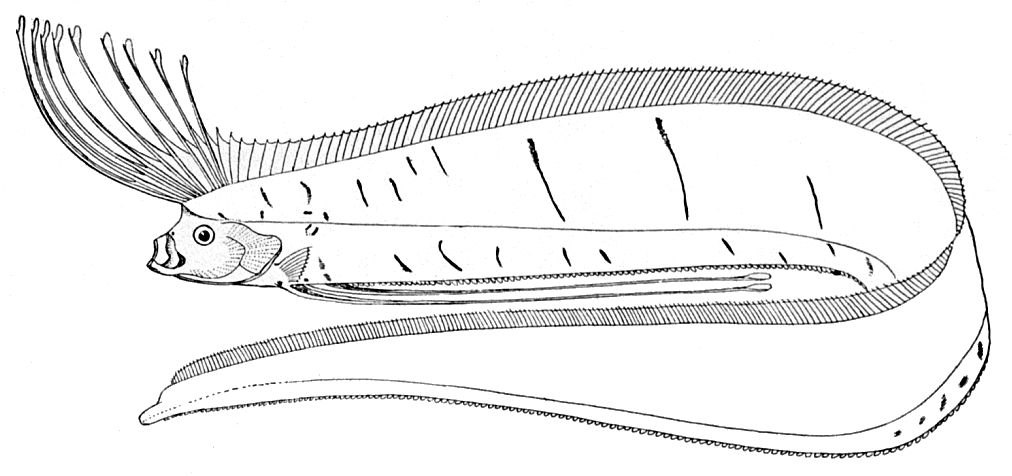
たてがみのような背びれの鰭条、オール状で細長い腹びれなど際立った外観を持つ

リュウグウノツカイは全身が銀白色で、薄灰色から薄青色の線条が側線の上下に互い違いに並ぶ。背びれ・胸びれ・腹びれの鰭条は鮮やかな紅色を呈し、神秘的な姿をしていることから「竜宮の使い」という和名で呼ばれる。全長は3 mほどであることが多いが、最大では8mに達した個体が報告されている。
体は左右から押しつぶされたように平たく側扁し、タチウオのように薄く細長い。体高が最も高いのは頭部で、尾端に向かって先細りとなる。下顎がやや前方に突出し、口は斜め上に向かって開く。鱗・歯・鰾を持たない。鰓耙は40 - 58本と多く、近縁の Agrostichthys 属（8 - 10本）との鑑別点となっている。椎骨は143 - 170個。
背びれの基底は長く、吻の後端から始まり尾端まで連続する。全て軟条であり、鰭条数は260 - 412本と多く、先頭の6-10軟条はたてがみのように細長く伸びる。腹びれの鰭条は左右1本ずつしかなく、糸のように長く発達する。腹びれの先端はオール状に膨らみ、本種の英名の一つである「Oarfish」の由来となっている。この膨らんだ部分には多数の化学受容器が存在することが分かっており、餌生物の存在を探知する機能を持つと考えられている。尾びれは非常に小さく、臀びれは持たない。

## 分布・生態
リュウグウノツカイは太平洋に分布する。海底から離れた中層を漂い、群れを作らずに単独で生活する深海魚である。襲われる時は体を自切することもある。
本来の生息域は外洋の深海であり、人前に姿を現すことは滅多にないが、特徴的な姿は図鑑などでよく知られている。実際に生きて泳いでいる姿を撮影した映像記録は非常に乏しく、生態についてはほとんどわかっていない。通常は全身をほとんど直立させた状態で静止しており、移動するときには体を前傾させ、長い背びれを波打たせるようにして泳ぐと考えられている。
食性は胃内容物の調査によりプランクトン食性と推測され、オキアミなどの甲殻類を主に捕食している。本種は10mを超えることもある大型の魚類であり、外洋性のサメ類やマッコウクジラを除き、成長した個体が捕食されることは稀と見られる。
卵は浮性卵で、海中を浮遊しながら発生し、孵化後の仔魚は外洋の海面近くでプランクトンを餌として成長する。稚魚は成長に従って水深200 - 1000 mほどの、深海の中層へ移動すると見られる。
2018年（平成30年）12月、沖縄県読谷村の沖合で雌雄の個体が網に掛かった。2匹から精子と卵子を取り出して沖縄美ら島財団総合研究センターが人工授精、人工孵化させたところ20匹が孵化した。このリュウグウノツカイの人工授精と人工孵化は世界初の事例となった。しかし、これらの稚魚は餌を上手く食べられなかったと見られ、2019年 （平成31年） 2月19日までに全ての個体が死亡した。。

## 分類

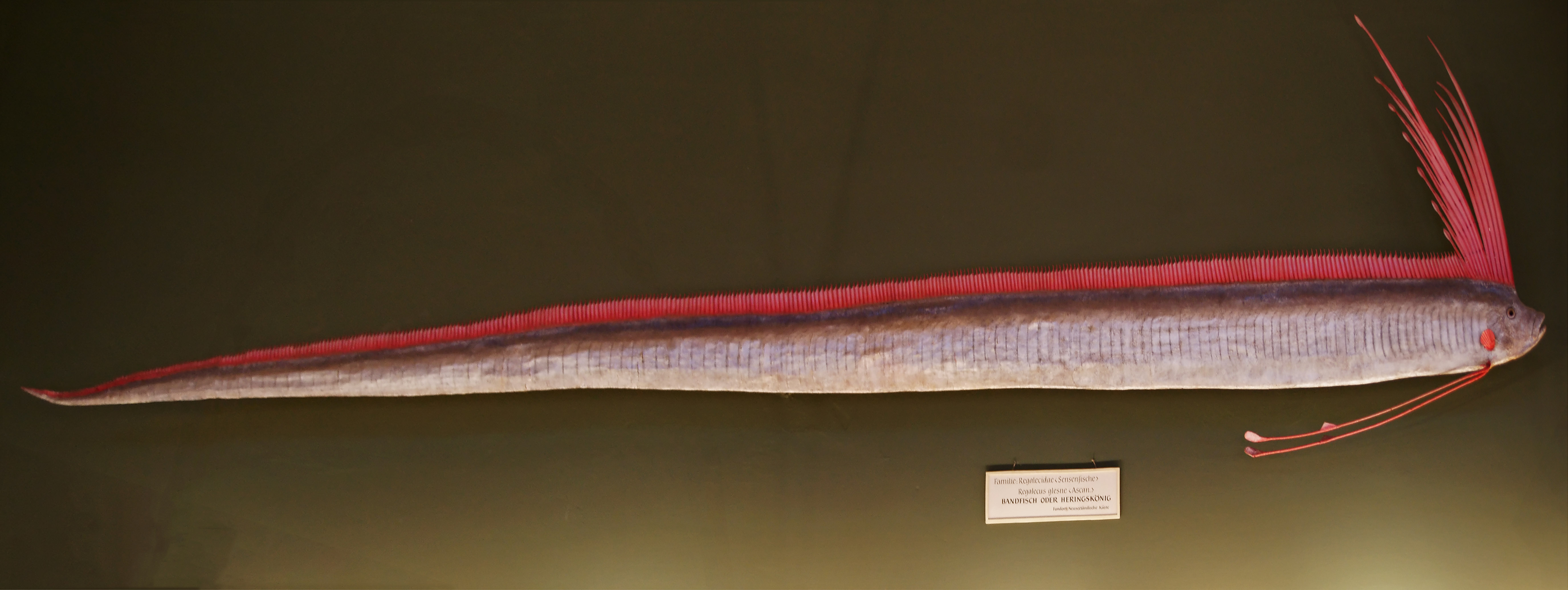
ウィーン自然史博物館に展示されているRegalecus glesneの標本

リュウグウノツカイ科は2属からなり、リュウグウノツカイ属には3種が記載されている。Nelson et al.(2016)によると2種が有効とされる。ここではFishbaseにおいて有効とされる2種をリストアップする。
- Regalecidae - リュウグウノツカイ科
  - Regalecus - リュウグウノツカイ属
    - Regalecus glesne Ascanius, 1772 大西洋に分布する種。従来はこの種1種とされた。
    - Regalecus russelii Cuvier, 1816 - インド洋・太平洋に分布し、標準和名の「リュウグウノツカイ」はこの種を指す[2]。

  - Agrostichthys 属
    - Agrostichthys parkeri

## 人間との関わり

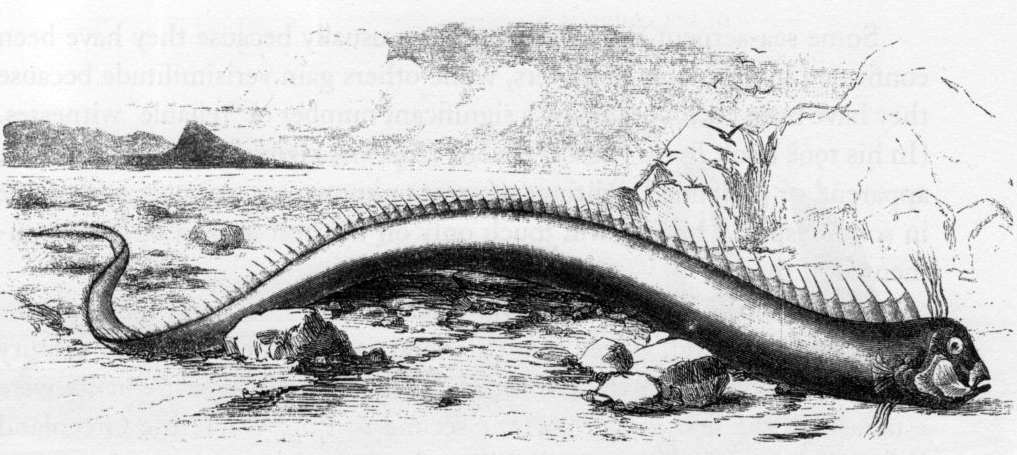
1860年に描かれた漂着個体のスケッチ

リュウグウノツカイはそのインパクトの強い外見から、西洋諸国におけるシーサーペント（海の大蛇）など、世界各地の巨大生物伝説のもとになったと考えられている。その存在は古くから知られており、ヨーロッパでは「ニシンの王 (King of Herrings)」と呼ばれ、漁の成否を占う前兆と位置付けられていた。属名の Regalecus もこの伝承に由来し、ラテン語の「regalis（王家の）」と「alex（ニシン）」を合わせたものとなっている。
中国と台湾では「鶏冠刀魚」や「皇帯魚」と呼ばれる。

### 日本
人魚伝説は世界各地に存在し、その正体は海牛類などとされるが、日本における人魚伝説の多くはリュウグウノツカイに基づくと考えられている。『古今著聞集』や『甲子夜話』『六物新誌』などの文献に登場する人魚は、共通して白い肌と赤い髪を備えると描写されているが、これは銀白色の体と赤く長い鰭を持つ本種の特徴と一致する。また『長崎見聞録』にある人魚図は本種によく似ている。日本海沿岸に人魚伝説が多いことも、本種の目撃例が太平洋側よりも日本海側で多いことと整合する。
日本近海では普通ではないものの、極端に稀というわけでもなく、相当数の目撃記録がある。漂着したり漁獲されたりするとその大きさと外見から人目を惹き、報道されることが多い。
日本では「地震や津波などの前触れとされている」と紹介されることもある。サケガシラなど他の深海魚の浅海での目撃や海岸漂着を含めて、天変地異、特に地震の前兆（宏観異常現象）の一つとされることもあるが憶測に過ぎず、2019年には東海大学の研究でも否定されていると報道された。こうした日本の伝承・俗説は、インドネシアでも知られている。
2014年1月に兵庫県豊岡市に漂着した個体では、市内の環境省の学習施設の職員らが解剖調査を行った後に調理して試食しており、身に臭みや癖がないことや、食感が鶏卵の白身のようであること、内臓の部位によっては味が濃厚であることなどを報告している。生きたリュウグウノツカイを漁師が銛で突き、極めて新鮮なうちに食べた記録が、長崎県壱岐諸島の『壱岐日日新聞』519号（2010年1月29日付）にある。全長約5メートル、40 - 50キログラムの個体で「刺身で食べたらゼラチン質がプリプリして、甘みがいっぱい。まるでエビの刺身」という。また、鍋で食べても、「身が甘くてツルッとした口触りで柔らかく、鍋一杯がアッという間になくなるほど好評だった」という。
富山県では冬になると本種がしばしば定置網にかかり、漁師から「おいらん」と呼ばれている。また新潟県の柏崎では「シラタキ」と呼ばれる。

### 展示施設

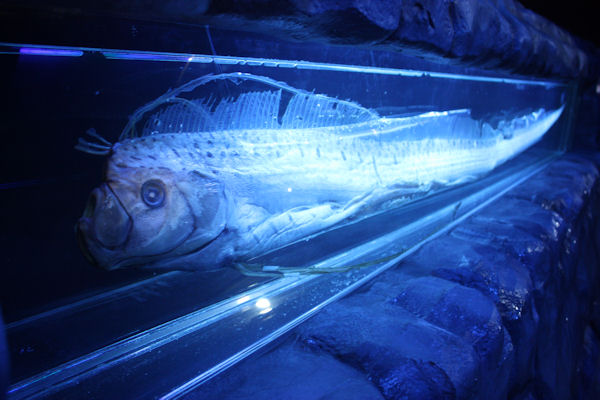
アクアワールド・茨城県大洗水族館では地元の海岸に打ち上げられたリュウグウノツカイの剥製が展示されている。

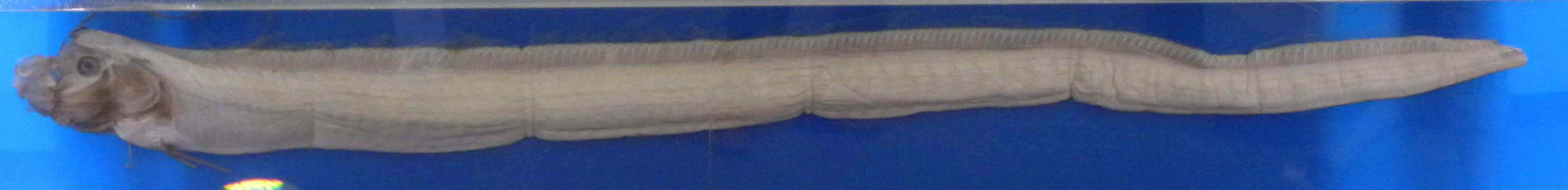
神戸市立須磨海浜水族園の液侵標本。（現在は展示されていない）

リュウグウノツカイはその特異な大きさと形態から一般によく知られた深海魚の一つとなっており、捕獲あるいは漂着した個体が標本展示されることがしばしばある。以下には主に日本の水族館・博物館における展示・保存例を示す。
- アクアワールド・大洗（茨城県） - 暗黒の海ゾーンに標本が展示されている。
- サンシャイン水族館（東京都） - 年間パスポート売り場に液浸標本（全長4.8 m）が展示されている。
- 魚津水族館（富山県） - 2009年12月15日に黒部市荒俣海岸に打ち上げられた個体の標本が、翌年1月14日から5月31日まで公開された[24]。
- 東海大学海洋科学博物館（静岡県） - 5.18 m・4.85 mの雌雄と、30 cmの若魚の液浸標本が展示されている[25]。
- 大阪市立自然史博物館（大阪府） - 第3展示室「生命の進化」に大阪湾に紛れ込んだ個体の液浸標本（全長3.25 m）が展示されている。
- 城崎マリンワールド（兵庫県）- 2021年2月7日朝に捕獲され、水槽で泳ぐ姿が数時間展示された。同日中に死亡し、標本として保存される予定[26]。
- マリンワールド海の中道（福岡県） - 水族館1階パノラマ大水槽の先に、標本（全長272 cm）が展示されている[27]。
- 九十九島水族館・海きらら（長崎県） - 剥製（全長4 m）展示のほか、2010年1月9日には水槽で泳ぐ姿が一般公開された（公開34分後に死亡）[28]。
- のとじま臨海公園水族館（石川県） - （約3 m）2015年12月22日朝、石川県七尾市沖で生きたまま捕獲され、同日中に水槽で泳ぐ姿が公開展示された。およそ三時間半にわたって展示されたが、その日の午後に死亡し、翌23日から標本となって展示されている[29]。
- マリンピア日本海（新潟県）- 2016年2月8日に佐渡市黒姫の定置網で捕獲された個体の剥製が、水族館エントランスエリアに展示されている[30]。
- 道の駅「北浦」（宮崎県） - 1991年2月6日に、下阿蘇海岸付近の岩場で地元の漁師によって捕獲。現在は剥製にされ、道の駅「北浦」の観光案内所内に展示されている。（体長3.3 m）
- 新湊きっときと市場（富山県） - 2019年2月17日から、富山湾の新湊沖で定置網にかかった個体が干物に加工されて展示されている。期限を定めずに展示を続けていく予定という[31][32]。
- ハピリンホール（福井県） - 2019年5月1日から5月3日、福井市自然史博物館(福井市)で 若狭湾の栗田半島沖で定置網にかかった個体（全長513 cm）の骨格標本が展示されている。今後は福井市自然史博物館において常設展示を検討しているという。
- 碧南海浜水族館 （愛知県） - 2020年1月10日に富山県入善町の海岸に打ち上げられ、魚津水族館（富山県魚津市）が冷凍保存していた全長2.65 mの個体を譲り受けて剥製にし、2021年3月11日から展示している[33]。不定期で、横たわってはく製と一緒に撮影ができるイベントを計画している[34]。